# Edgard De Bruyne

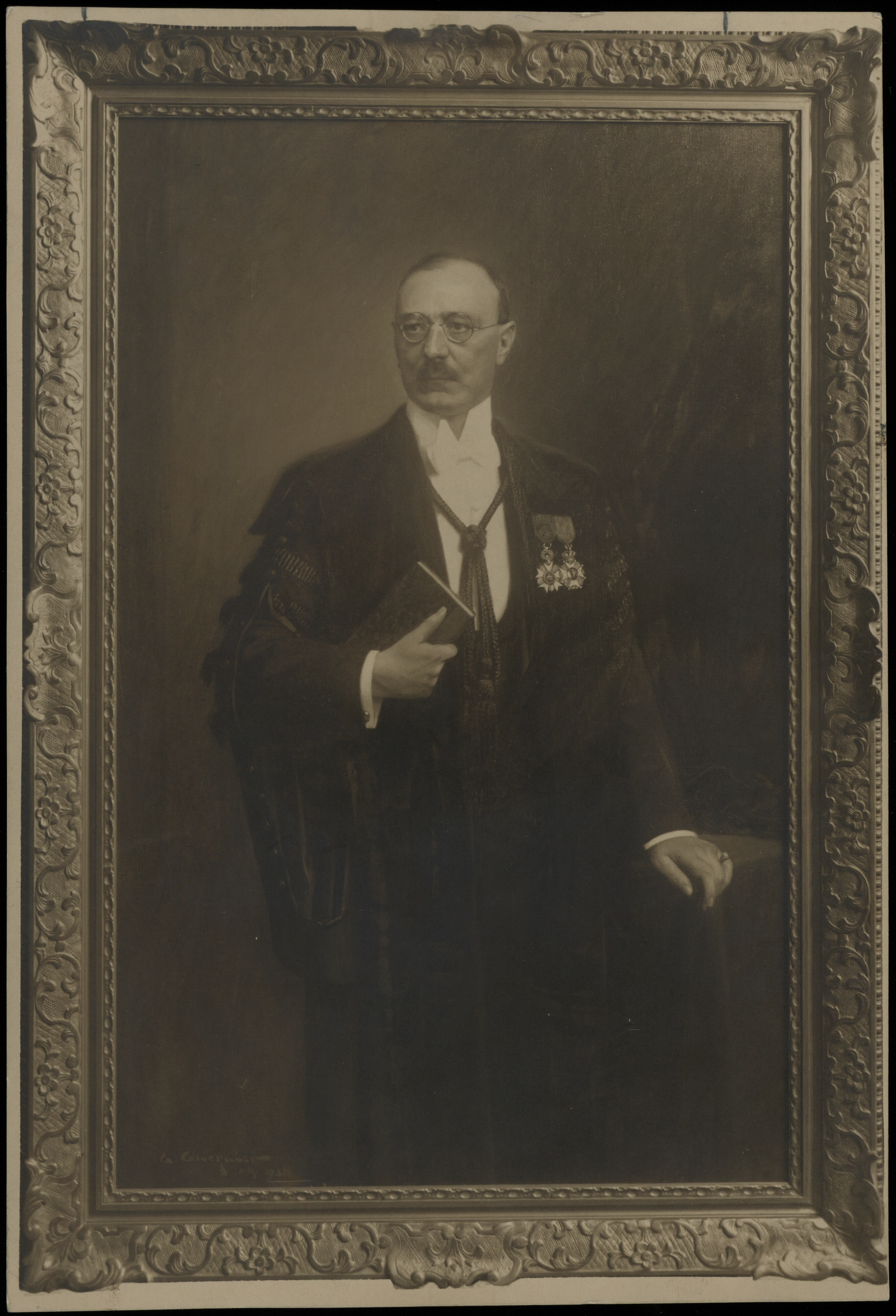
Edgard De Bruyne

Edgar Firmin Eugène Gustave Corneille De Bruyne (Ieper, 18 april 1898 - Brussel, 6 mei 1959) was een Belgisch hoogleraar en politicus voor de CVP.

## Levensloop
De Bruyne volgde humaniora aan het Sint-Vincentiuscollege van Ieper en aan het Klein Seminarie in het Franse Sées. Na zijn studies werd hij in 1916 gemobiliseerd aan het IJzerfront. Na de Eerste Wereldoorlog trad hij als benedictijn in bij de Abdij van Keizersberg, die hij in 1922 verliet. In dat jaar promoveerde hij tot doctor in de wijsbegeerte aan de Katholieke Universiteit Leuven.
In de periode 1922-1925 was hij professor in de filosofie aan de Sint-Aloysiusfaculteit in Brussel, waarna hij van 1925 tot 1930 docent werd aan de Rijksuniversiteit Gent. Van 1925 tot 1936 was hij eveneens docent bij de Université Saint-Louis. Van 1930 tot 1958 was hij hoogleraar aan de Rijksuniversiteit Gent: van 1930 tot 1933 als buitengewoon hoogleraar en van 1933 tot 1958 als gewoon hoogleraar. Als hoogleraar schreef hij het boek Etudes d'esthétique médiévale, dat een beslissende invloed had op het denken van schrijver Umberto Eco. Ook publiceerde hij talrijke werken, vooral over ethiek en over de wijsbegeerte van de kunst.
In 1936 begaf De Bruyne zich op het politieke terrein toen hij de hoofdredacteur werd van het katholieke Vlaamsgezinde weekblad Elckerlyc. In de zomer van 1936 was hij lid van de studiecommissie voor de hervorming van de Katholieke Unie. Op 11 oktober 1936 werd hij lid van het voorlopig directorium van de nieuwe Katholieke Vlaamse Volkspartij, die als opdracht kreeg om de hergroepering van alle Vlaamse katholieken te realiseren en op 8 december ondertekende hij namens het directorium het beginselakkoord van de KVV en het VNV. De Bruyne was voorstander van de culturele autonomie van de Vlamingen en van een verregaande bestuurlijke decentralisering, maar wees het federalisme af.
In de KVV was hij een toonaangevend figuur. Op 18 juli 1937 werd hij de voorzitter van het nieuwe Algemeen Katholiek Vlaamsch Burgersverbond, waarmee de Vlaamse burgerij een plaats kreeg in de Katholieke Partij naast de drie standsorganisaties. Op het congres van het Blok der Katholieken van België in oktober 1937 ontwikkelde hij het Vlaamse programma van de KVV, dat niet verder ging dan culturele autonomie. In 1938 werd hij lid van de Nederlandse Cultuurraad en van de Koninklijke Academie voor Wetenschappen, Letteren en Schone Kunsten van België.
Van 1939 tot 1958 zetelde hij voor de katholieken en vervolgens de CVP als gecoöpteerd senator in de Belgische Senaat, waar hij van 1947 tot 1954 CVP-fractieleider was. Van februari tot juni 1945 was hij voor korte tijd eveneens minister van Koloniën in de Regering-Van Acker I. Na de Tweede Wereldoorlog was hij nauw betrokken bij de stichting van de CVP en bij de stichting van de krant De Nieuwe Standaard. In 1951 werd hij de voorzitter van de Cultuurraad voor de Nederlandse Cultuurgemeenschap.

## Publicaties
- Inleiding tot de Wijsbegeerte, 1927.
- St. Thomas d'Aquin, 1928.
- Philosophie van de kunst. Phaenomenologie van het kunstwerk, 1929; 2e dr. 1942.
- Ethica, 3 vol., 1932-1936.
- Wat is Cultuur?, 1937.
- Het aesthetisch beleven, 1942.
- Études d'esthétique médiévale, 3 vol., 1946.